# Waking the Cadaver
Waking the Cadaver ist eine US-amerikanische Deathcore- und Brutal-Death-Metal-Band aus Shore Points, New Jersey, die im Jahr 2006 gegründet wurde, sich 2013 auflöste und 2018 neu formiert wurde.

## Geschichte
Die Band wurde im Jahr 2006 gegründet und veröffentlichte noch im selben Jahr ihr erstes, selbstbetiteltes Demo, das zwei Lieder enthielt. Die Band erreichte einen Vertrag bei Necrohamonic Records und veröffentlichte bei diesem Label im Jahr 2007 ihr Debütalbum Perverse Recollections of a Necromangler. Es folgten diverse Auftritte zusammen mit Gruppen wie Immolation, Napalm Death und Macabre. Das zweite Album Beyond Cops. Beyond God erschien im Jahr 2010 bei Siege of Amida Records. Am 7. Februar 2015 gab die Band auf ihrer Facebook-Seite ihre Trennung bekannt. Bereits seit Oktober 2013, während der Tournee mit Dying Fetus und Exhumed, war die Band nicht mehr vereint. Als Grund für die Trennung gaben die Mitglieder an, privat ziemlich beschäftigt zu sein, sodass die Musik zu kurz kommen würde.
Im August des Jahres 2018 gaben Sänger Don Campan und Gitarrist Michael Mayo an, die Gruppe mit gänzlich neuer Besetzung wieder aufleben zu lassen. Mit Michael Thomas, Tim Carey und Matt Crismond ein Bassist, ein Gitarrist und ein Schlagzeuger wurden drei weitere Musiker integriert. Im Oktober 2021 erscheint mit Authority Through Intimidation ihr erstes Album seit dem Comeback im Jahr 2018, welches von Unique Leader Records veröffentlicht wird.

## Stil
Die Band spielt eine Mischung aus Deathcore und Brutal Death Metal, wobei die Einflüsse des US-amerikanischen Death Metal beim zweiten Album stärker hörbar werden. Die Musik lässt sich mit der von Devourment vergleichen, wobei beim zweiten Album die Einflüsse von Suffocation hinzukommen.

## Diskografie
- Waking the Cadaver (Demo, 2006, Eigenveröffentlichung)
- Perverse Recollections of a Necromangler (Album, 2007, Necroharmonic Records)
- Beyond Cops. Beyond God (Album, 2010, Siege of Amida Records)
- Snapped in Half (Single, 2011, Siege of Amida Records)
- Real-Life Death (Album, 2013, Amputated Vein Records)
- Waking The Cadaver (Kompilation, 2016, Brutal Mind)
- Authority Through Intimidation (Album, 2021, Unique Leader Records)